# 諸星翔希
諸星 翔希（もろほし しょうき、1994年10月13日 - ）は、日本のサックス奏者、俳優であり、5人組ボーイズグループ・7ORDERのメンバー。神奈川県出身。

## 来歴
2008年4月20日、ジャニーズ事務所に入所。
2016年5月21日、Love-tuneとしての活動を開始。
2018年11月30日、有料公式サイト「ジャニーズジュニア情報局」にて、同日付でジャニーズ事務所を退所することが発表された。
2019年3月31日、東京ドームシティプリズムホールで行われたイベント『真田佑馬と阿部顕嵐のつなげるつなげるつなげる』に出演し、安井を除く元Love-tuneのメンバーと共に、6人で公の場に姿を見せた。
同年5月22日、『7ORDER project』が始動。3月のイベントに登場した6人に安井が合流し、7人での活動を再開。
2021年4月4日、初の冠レギュラーラジオ番組『 7ORDER諸星翔希の青春ファンク』が東海ラジオでスタートする。
2022年12月2日、人気ジャズ漫画を原作とした劇場アニメ『BLUE GIANT』の主人公 宮本 大のサックス演奏時のモーションキャプチャーを務めることが発表された。

## 人物
愛称はモロ、もろち。7ORDERでの立ち位置は、明るく元気なお笑い担当である。小さいころからの癖で、カメラを向けられるとすぐ変顔をしてしまう。メンバーの森田美勇人とは『バラエティブラザーズ』というお笑いコンビを組んでいる。理想のデートは夏祭り。着飾らずスニーカーを履いてきてくれると嬉しいとのこと。7ORDER内で唯一公式の個人SNSアカウントを所持していないため、メンバーの真田佑馬が担当MGという体で代わりに諸星に関するSNS発信をしてくれている。

### 音楽
7ORDERではアルトサックスと、メインボーカルを務める。7人でバンドを始めたときはタンバリンと盛り上げ担当であった。現状に不安を覚えた諸星がメンバーの真田佑馬に相談したところ、アルトサックスを進められたことがきっかけでサックスと出会う。子供時代は外で遊ぶことが好きで音楽に対して興味関心が薄かったが、グループのためにと様々な勉強をしていくうちにジャズの魅力に取りつかれた。レコード収集にもハマっており、時間があるときはお店を巡っている。ジャズを題材としたアニメ映画「BLUE GIANT」の主人公 宮本 大の演奏シーンのモーションキャプチャーを務めているが、元から原作漫画が好きでメンバーの真田佑馬と展覧会に行ったこともあった。

### 趣味
サッカー
芸能活動を始める前は、サッカーのクラブチームに所属していた。
食
無類の貝好きである。小学生の時、祖父に進められて食べたホタテをきっかけにその魅力にハマった。また7ORDER内では森田美勇人と並ぶ酒豪である。
電車
鉄道が好きで、特に小田急電鉄の『ロマンスカー7000形「LSE」』がお気に入り。好き過ぎるあまり、小田急線の走行音だけで車両を当てることが出来る。

## 出演
グループでの出演はLove-tune#出演、7ORDER#出演を参照。個人での出演のみ記載。

### テレビドラマ
- BAD BOYS J（2013年4月 - 6月、日本テレビ） - 原田一成 役[25]
- シンデレラデート（2014年11月 - 12月、東海テレビ・フジテレビ系） - 黒瀬剛 役[26]

### バラエティ
- Rの法則（2011年4月 - 2016年、NHK Eテレ）[27]
- ガムシャラ!（2014年4月12日[28] - 、テレビ朝日）
- イケダンMAX（2019年4月18日 - 2020年3月26日、TOKYO MX）[29]

### 映画
- 劇場版 BAD BOYS J -最後に守るもの-（2013年11月9日） - 原田一成 役[30]
- ツーアウトフルベース（2022年3月25日、東映ビデオ） - チャー坊[31]
- BLUE GIANT（2023年2月17日、東宝） - 主人公・宮本 大役（演奏シーンのモーションキャプチャーのみ[10]）
- 熊本の彼氏（2025年10月24日公開予定、STREET LABO） - 山之内大和 役[32]

### 舞台
- ANOTHER（2013年9月4日 - 28日、日生劇場）[33][34]
- なにわ侍 ハローTOKYO!!（2014年2月5日 - 2月28日、日生劇場）[35]
- ジャニーズ銀座 2014（2014年5月7日・8日〔Johnnys' Sound〕、5月9日 - 11日〔ジャニーズJr. Part1〕、28日・29日〔ジャニーズJr. Part2〕、シアタークリエ）[36][37]
- Endless SHOCK 15th Anniversary（2015年2月3日 - 3月31日、帝国劇場[38] / 9月8日 - 30日、梅田芸術劇場 / 10月7日 - 10月31日、博多座）
- Endless SHOCK（2016年2月4日 - 3月31日、帝国劇場）[39]
- A NEW MUSICAL クロスハート（2016年11月11日 - 13日、EX THEATER ROPPONGI / 12月9日 - 28日、Zeppブルーシアター六本木 / 2017年1月6日 - 8日、森ノ宮ピロティホール） - マクシム 役[40]
- R&J（2019年6月14日 - 23日、日本青年館ホール / 7月4日 - 7日、森ノ宮ピロティホール） - ベンヴォーリオ 役[41]
- 少年社中・東映プロデュース「モマの火星探検記」（2020年1月7日 - 20日、サンシャイン劇場 / 2月1日・2日、岡崎市市民会館あおいホール / 2月7日 - 11日、サンケイホールブリーゼ / 2月15日・16日、福岡市民会館） - チキン 役[42][43][44]
- Oh My Diner（2020年11月7日 - 15日、品川プリンスホテルステラボール） - SJ 役[45]

### コンサート
- JOHNNYS' Worldの感謝祭 in 東京ドーム（2013年3月16日 - 17日、東京ドーム）[46]
- ガムシャラ J's Party!! Vol.4（2014年5月13日・14日、EXシアター六本木）[47]

### ラジオ
- 7ORDER諸星翔希の青春ファンク（2021年4月4日 - 、東海ラジオ）[9]

### CM
- AOKI フレッシャーズ応援スーツフェア「入学式」篇（2014年2月6日 - ） - ジェシー、髙橋颯、半澤暁と共演[48]